# Junebäckens källor naturreservat
Junebäckens källor naturreservat är ett naturreservat i Jönköpings kommun i Jönköpings län.
Området är skyddat sedan 2022 och omfattar 199 hektar. Det är beläget sydväst om centrala Jönköping. Det består av sjö- och vattendrag, våtmark, åkermark, lövskog, granskog, tallskog och blandskog.